# Marc Gasol
Marc Gasol Sáez (ur. 29 stycznia 1985 w Barcelonie) – hiszpański koszykarz, pochodzący z Katalonii, występujący na pozycji środkowego, srebrny medalista olimpijski z Pekinu i Londynu, złoty medalista mistrzostw Europy Eurobasket 2009. Jego starszy brat Pau, był jedną z gwiazd NBA, dwukrotnym mistrzem ligi w barwach Los Angeles Lakers. 

## Kariera
Wychowywał się juniorskich zespołach Barcelony. W latach 2001–03 przebywał w Memphis, gdzie grał w drużynie szkolnej Lausanne Collegiate School. Po powrocie do Hiszpanii ponownie został zawodnikiem Barcelony (mistrzostwo Hiszpanii w 2004), skąd w 2006 odszedł do Girony. Z Gironą zdobył FIBA EuroCup (2007), był MVP rozgrywek ligi ACB (2008). W składzie Hiszpanii na MŚ 06 pełnił rolę rezerwowego środkowego. Rok później zdobył srebrny medal ME 2007. W Pekinie, pełniąc poważniejszą rolę w drużynie, wywalczył olimpijskie srebro. We wrześniu 2009 razem z drużyną wygrał ME 2009, walnie przyczyniając się do sukcesu Hiszpan.
W 2007 został wybrany z 48. numerem draftu NBA przez Los Angeles Lakers. Prawa do niego zostały oddane (w transferze brata) do Memphis Grizzlies. Kontrakt z tym zespołem podpisał latem 2008.
W sezonie 2009/2010 zajął ex aequo drugie miejsce w głosowaniu na największy postęp sezonu NBA.
W 2012 oraz 2015 wystąpił w meczu gwiazd NBA, a w 2013 zdobył nagrodę obrońcy roku.
7 lutego 2019 trafił w wyniku wymiany do Toronto Raptors. 24 listopada 2020 zawarł umowę z Los Angeles Lakers. 12 września 2021 został wytransferowany do Memphis Grizzlies. Dzień później opuścił klub.

## Osiągnięcia
Stan na 20 września 2021, na podstawie, o ile nie zaznaczono inaczej.

### NBA
- Mistrz NBA (2019)
- Obrońca Roku NBA (2013)[9]
- Uczestnik:
  - meczu gwiazd NBA (2012, 2015, 2017)
  - Rising Stars Challenge (2009, 2010)
- Zaliczony do:
  - I składu NBA (2015)[10]
  - II składu:
    - NBA (2013)[11]
    - defensywnego NBA (2013)[12]
    - debiutantów NBA (2009)[13]
- Lider play-off w skuteczności rzutów za 3 punkty (2017)[14]
- Zawodnik tygodnia konferencji zachodniej (23.01.2012, 12.12.2016)

### Hiszpania
- Mistrz:
  - EuroChallenge (2007)
  - Hiszpanii (2004)
- Zdobywca Superpucharu Hiszpanii (2004)
- Zwycięzca turnieju Catalan (2007)
- MVP sezonu ACB (2008)
- Uczestnik meczu gwiazd:
  - ACB (2007, 2008)
  - Eurochallenge (2007)
- Zaliczony od I składu All-ACB Team (2008)
- Lider ACB w zbiórkach (2008)

### Reprezentacja
- Mistrz:
  - świata (2006, 2019)
  - Europy (2009, 2011)
- Wicemistrz:
  - olimpijski (2008, 2012)
  - Europy (2007)
- Brązowy medalista mistrzostw Europy:
  - 2013, 2017
  - U–16 (2001)
- Uczestnik:
  - U–20 (2004 – 11. miejsce, 2005 – 9. miejsce)
  - U–18 (2002 – 9. miejsce)
  - mistrzostw świata (2006, 2010 – 6. miejsce, 2014 – 5. miejsce)
- Zaliczony do I składu:
  - mistrzostw świata (2019)[15]
  - EuroBasketu (2013)

### Inne
- Zawodnik Roku Euroscar (2014)